# Jeroen Olyslaegers
Jeroen Olyslaegers   (Mortsel, 5 d'octubre de 1967) és un escriptor i dramaturg belga en llengua neerlandesa. Va estudiar Filologia Alemanya. Ha estat autor de diverses obres de teatre, ha col·laborat en diversos mitjans de comunicació i ha publicat les novel·les We (2009) i Profit (2012). La seva obra Voluntat (2017) ha obtingut diversos reconeixements, recorda el paper de Bèlgica en l'extermini del poble jueu durant la Segona Guerra Mundial.